# ريكي ساندرز
ريكي ساندرز (بالإنجليزية: Ricky Sanders)‏ هو سائق سباق أمريكي، ولد في 30 يوليو 1966 في ستوكبريدج في الولايات المتحدة.